# Hamburger Allee (Frankfurt am Main)
Die Hamburger Allee verbindet das Messegelände von Frankfurt am Main mit den Wohnvierteln in Frankfurt-Bockenheim.

## Lage
Die rund 650 Meter lange Straße beginnt im Westend an der Ludwig-Erhard-Anlage gegenüber dem Messegelände (Festhalle) und verläuft geradlinig in nordwestliche Richtung bis zur Adalbertstraße, kurz vor dem Westbahnhof im Stadtteil Bockenheim.
Das Bild zeigt den Kreuzungsbereich mit Schloßstraße und Varrentrappstraße. Die baumbestandene Hamburger Allee verläuft von rechts unten nach links oben.

## Geschichte
Die Straße entstand im Zuge der Verlegung der Frankfurter Eisenbahnanlagen, als 1888 die Frankfurter Westbahnhöfe durch den neuen Hauptbahnhof ersetzt wurden. Dabei musste die Einfahrt der Main-Weser-Bahn, die ursprünglich gradlinig vom Westbahnhof (damals: Bockenheim) bis zum heutigen Hauptbahnhof führte und dort in westlicher Richtung, der heutigen Kaiserstraße folgend, abbog, eine weit nach Westen ausholende Einfahrtskurve erhalten. Durch diese neue Einfahrt war die alte Trasse entbehrlich. Die aufgelassene Trasse wurde in eine Straße umgewandelt und trug zunächst den Namen Bahnstraße. Deren nördlicher Abschnitt hieß in der Folge Moltkeallee und wurde nach dem Zweiten Weltkrieg in Hamburger Allee umbenannt.

## Charakter der Straße
Die Straße ist geprägt durch gemischte Nutzung von Hotel-, Schul- und Wohngebäuden und ihrer Verkehrsfunktion, sowie – fast auf ganzer Länge – durch einen breiten Mittelstreifen mit Straßenbahntrasse und Alleebäumen. In ihrem nördlichen Abschnitt befinden sich überwiegend Wohnhäuser. Es gibt eine Grundschule und zwei Berufs- bzw. Berufsfachschulen und verschiedene kulturelle Einrichtungen, wie Museum und Kino. Auf der ehemaligen Bahntrasse in der Hamburger Allee verkehren nach wie vor Schienenfahrzeuge: Im östlichen Teil seit 1906 verschiedene Straßenbahnlinien, gegenwärtig die Straßenbahnlinie 16 nach Ginnheim und seit dem 13. Dezember 2003 bis zur Kreuzung Nauheimer Straße/Voltastraße die Straßenbahnlinie 17. Diese verbindet die Messe mit dem Rebstockgelände. Um die alten Alleebäume zu schonen, wurde die Trasse streckenweise nur eingleisig ausgebaut. Trotzdem mussten insbesondere dem Bau der Haltestelle Nauheimer Straße zahlreiche Alleebäume weichen. Dem Bau der Straßenbahntrasse leisteten Anwohnern lange Jahre Widerstand. Als Argumente führten sie vor allem die Schulwegsicherheit und die Lärmbelästigung für Schüler der Bonifatiusschule an. Das letzte Stück der Straße, zwischen Adalbertstraße am Westbahnhof und der Kreuzung Voltastraße/Emser Straße, ist als zweispurige Einbahnstraße in südöstlicher Richtung eingerichtet.

## Bauten
Das bekannteste Bauwerk der Straße ist das Westend Gate in der Hamburger Allee 2, ein 159 Meter hoher Wolkenkratzer. Nach der Eröffnung 1976 war es für kurze Zeit das höchste deutsche Hochhaus. Auch der Leo-Komplex (ehemals Poseidonhaus), ein markantes Bauwerk an der Ecke zur Theodor-Heuss-Allee ist aufgrund seiner exponierten Lage und seiner Architektur bekannt. Von 2000 bis 2003 befand sich hier der Firmensitz der Aventis Pharma AG (heute Sanofi-Aventis), ab 2013 führt die Bank ING-DiBa ihre Frankfurter Büros an einem Standort zusammen. Es gehört einem offenen Immobilienfonds der DEGI. Diese war bis 2007 eine Tochtergesellschaft der Dresdner Bank und seitdem eine Tochter von Aberdeen Asset Management.

## Einrichtungen

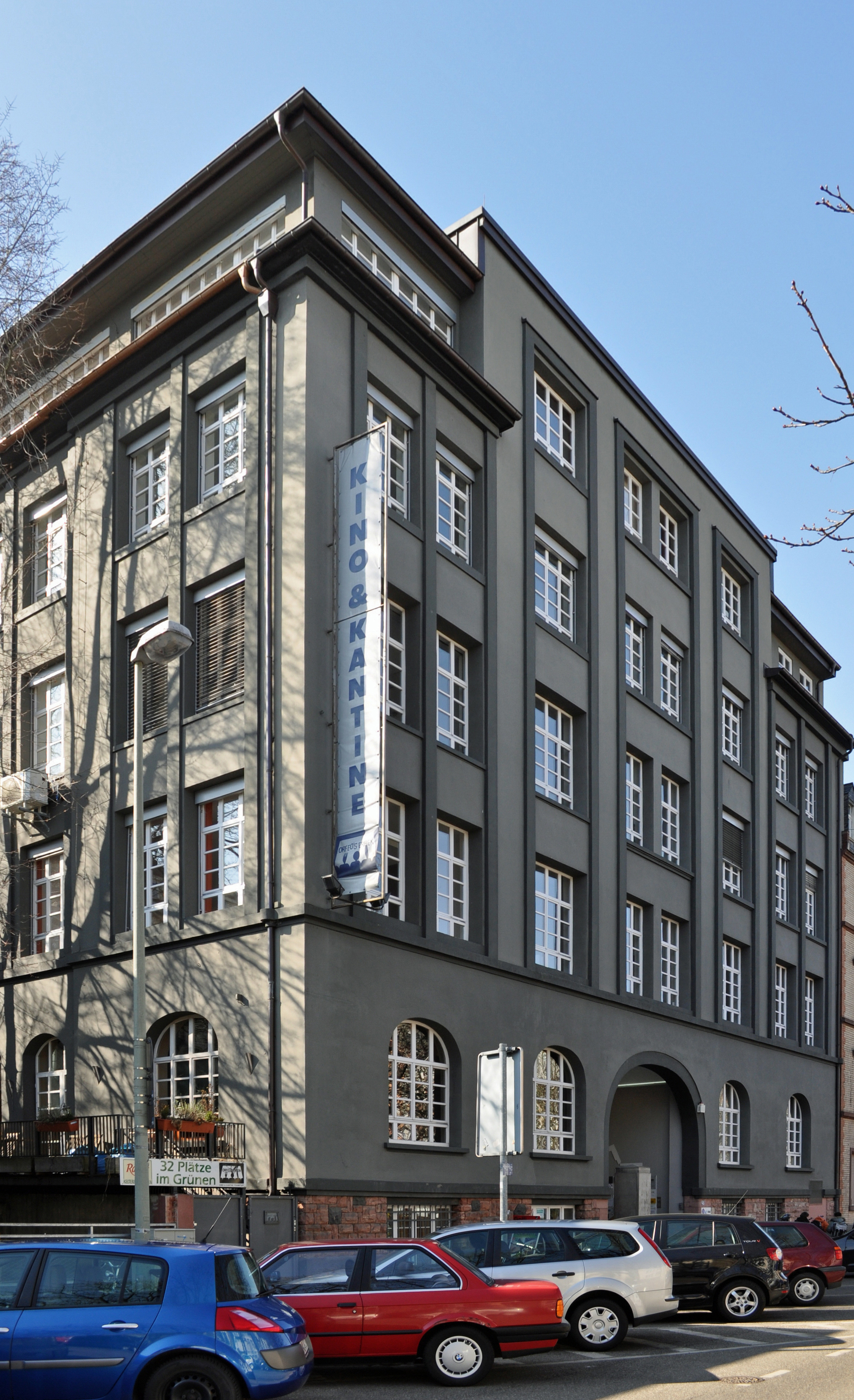
Hamburger Allee 45, früher u. a. The English Theatre, heute Kino Orfeo’s Erben

Von 1981 bis 1990 hatte das English Theatre seine Spielstätte in der Hamburger Allee 45. Nach dem Umzug in die Kaiserstraße zog in diese Räume ein Programmkino, das Orfeo. Nach seiner Schließung 1997 wurde das Gebäude umgebaut und Anfang 1999 mit neuem Konzept unter dem Namen Orfeo’s Erben als Gastronomie-Kino wiedereröffnet, eine Kombination aus einem kleinen, modern ausgestatteten Kino und einem angeschlossenen Restaurant mit gehobener Gastronomie.
Weiter befindet sich hier der Sitz der Deutschen Pharmazeutischen Gesellschaft und das Institut für sozial-ökologische Forschung.
In der Hamburger Allee liegen außerdem drei Schulen, die Gutenbergschule, die Bonifatiusschule und die Fachschule für Bekleidung und Mode.

## Bonifatiusschule
Die heutige Bonifatiusschule wurde am 24. März 1841 im damals selbständigen Bockenheim als katholische Schule gegründet. Das Schulgebäude stand in der Frankfurter Straße 175, neben der Bock-Apotheke in der heutigen Leipziger Straße. Die Schule, die bei Eröffnung 41 Schüler zählte, wuchs schnell. Da das Schulgebäude zu klein war, wurde am 20. Mai 1845 in  Schöne Aussicht 26, der heutigen Adalbertstraße 26, ein neues Gebäude bezogen. 1852 wurden 152 Schüler unterrichtet. 1874 waren es bereits 431 Schüler, was einen Umzug in ein neues Haus am Elisabethenplatz erforderte. 1895 wurde Bockenheim nach Frankfurt eingemeindet. In der Folge erhielt die Schule den heutigen Namen Bonifatiusschule. 1914 erhielt die Schule den Status einer staatlichen, katholischen Volksschule. Nun wurden 341 Mädchen und 371 Jungen unterrichtet in einem Gebäude in der Rödelheimer Straße 10–12.
Das heutige Schulgebäude in der Hamburger Allee (damals Moltkeallee) 43 wurde zwischen dem 4. März 1901 und Februar 1902 nach dem Entwurf des Stadtbauinspektors Max Berg errichtet. Ab Oktober 1902 erfolgte der Schulbetrieb am neuen Standort.
Im Zweiten Weltkrieg wurde das Schulgebäude bei den Luftangriffen auf Frankfurt am Main beschädigt. Dennoch wurde der Unterricht mit über 1.000 Schülern im Schichtbetrieb fortgesetzt, da andere Schulen größere Schäden davongetragen hatten. 1955 sank die Schülerzahl durch die Eröffnung der Kuhwaldschule und der Philipp-Reis-Schule auf 600 Schüler und der Schichtbetrieb konnte eingestellt werden. 1961/1962 erfolgte eine Sanierung der Kriegsschäden. In dieser Zeit fand der Unterricht an nahe gelegenen Schulen statt. Im Laufe der Zeit erhöhte sich der Ausländeranteil unter den Schülern immer weiter. 1983 betrug er schon 59 Prozent.